# Oblouk Septimia Severa

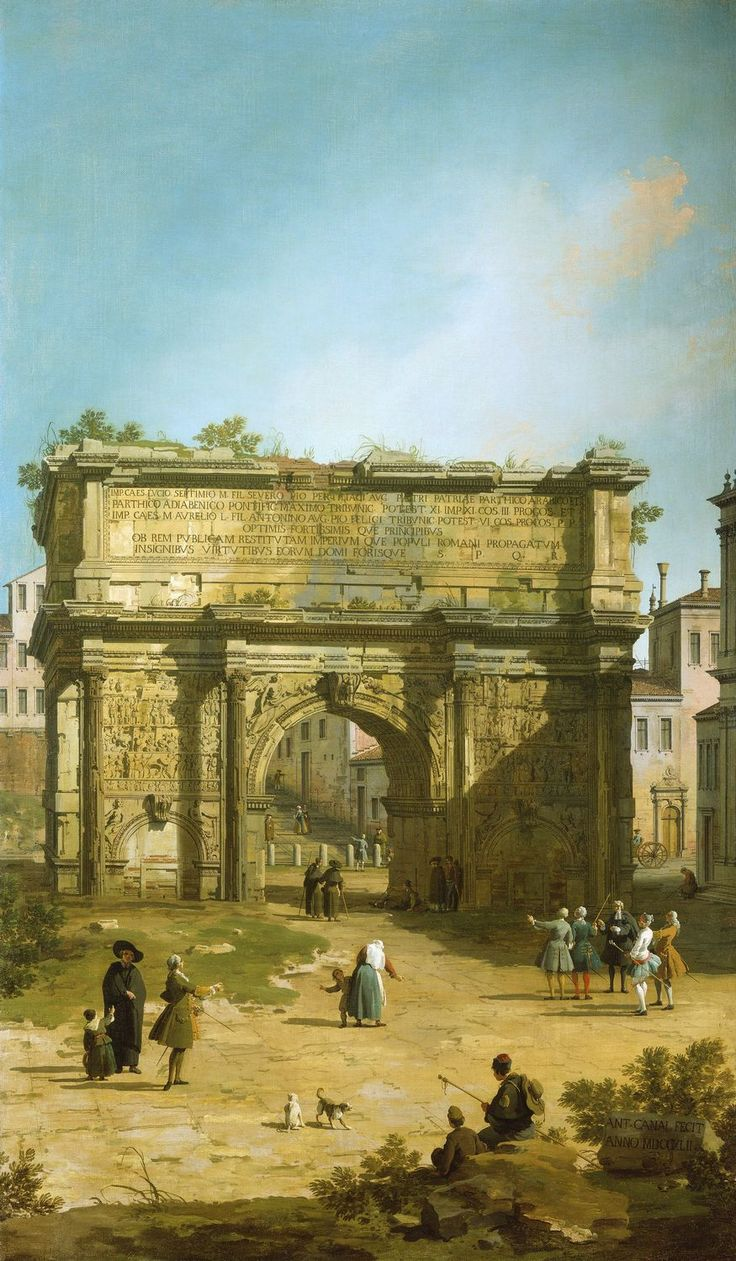
Canaletto: Oblouk Septimia Severa (1742)

Oblouk Septimia Severa je jedna z nejlépe zachovaných staveb na Foru Romanu v Římě. Vítězný oblouk z bílého mramoru dali roku 203 n. l. postavit svému otci Septimiu Severovi jeho synové Caracalla a Geta na paměť jejich společných výprav proti Parthům a Arabům v letech 194–195 a 197–199.

## Historie
Po Septimiově smrti vládli Caracalla a Geta společně, když dal Caracalla roku 212 bratra zavraždit, byly jeho podobizny i všechny zmínky o něm z veřejných staveb i z tohoto oblouku odstraněny. Oblouk se zachoval, protože byl později součástí kostela a zůstal v církevním majetku, takže jej lidé nerozebrali. Během staletí se však na Forum nanesla taková vrstva hlíny, že bočními branami se téměř nedalo projít a celý oblouk byl odkryt až během vykopávek v 19. století.

## Popis
Oblouk se třemi branami a čtyřmi předsunutými dekorativními sloupy, kterým prochází Via Sacra, stojí na severním konci Fora, na úpatí Kapitolu. Je 20,8 m vysoký, 23,2 m široký a výška prostřední brány je 12,2 m. Do všech bran se původně vystupovalo po schodech, prostřední brána má dnes rampy, aby se jí dalo projet. Z prostředního oblouku s kazetovanou klenbou vedou průchody do obou postranních, což pak napodobuje řada novověkých vítězných oblouků. V jižním pilíři je schodiště, vedoucí na horní terasu, kde kdysi stála socha všech tří mužů ve voze se čtyřspřežím (kvadriga).